# Wodzisław Śląski (gmina)

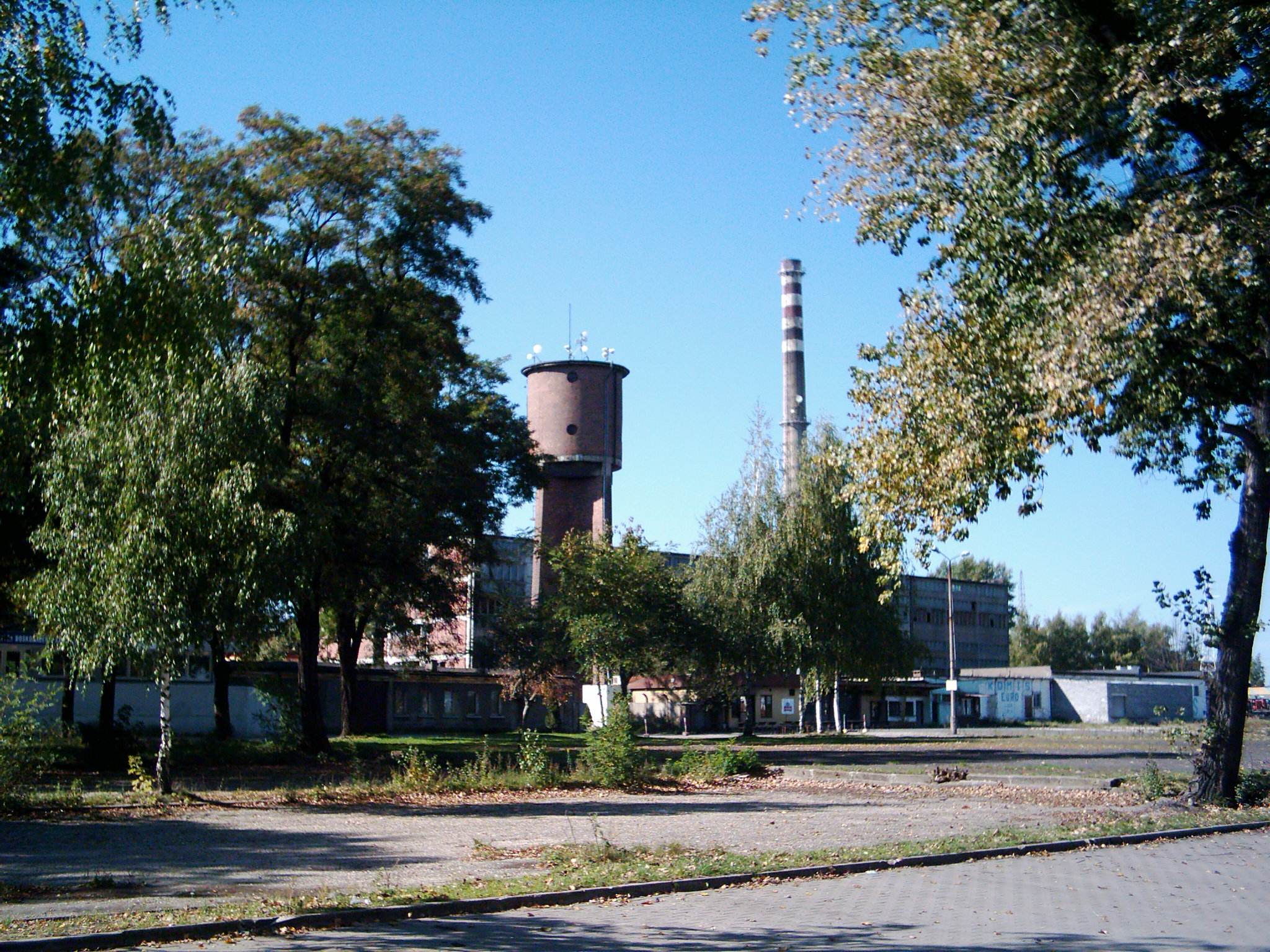
Wilchwy

Wodzisław Śląski (1945–46 Wodzisław Śląski-Wieś) – dawna gmina wiejska istniejąca w latach 1945–1954 w woj. śląskim, katowickim i stalinogrodzkim (dzisiejsze woj. śląskie). Siedzibą władz gminy był Wodzisław Śląski, który stanowił odrębną gminę miejską.
Gmina wiejska Wodzisław Śląski-Wieś powstała w grudniu 1945 w powiecie rybnickim w woj. śląskim (śląsko-dąbrowskim). Według stanu z 1 stycznia 1946 gmina składała się z 5 gromad: Czyżowice, Marusze, Turza (obecnie Turza Śląska), Turzyczka i Wilchwy. 6 lipca 1950 zmieniono nazwę woj. śląskiego na katowickie, a 9 marca 1953 kolejno na woj. stalinogrodzkie.
Według stanu z 1 lipca 1952 gmina składała się w dalszym ciągu z 5 gromad (bez zmian). Gmina została zniesiona 29 września 1954 wraz z reformą wprowadzającą gromady w miejsce gmin. Jednostki nie przywrócono 1 stycznia 1973 wraz z kolejną reformą reaktywującą gminy. Obecnie większość obszaru dawnej gminy (poza dawnymi gromadami Czyżowice i Turza) jest częścią miasta Wodzisław Śląski; 1 stycznia 1973 roku włączono do niego Marusze, Turzyczkę i Wilchwy.